# Mars 1792
Cette page présente les faits marquants du mois de mars 1792.

## Événements
- 1er mars :

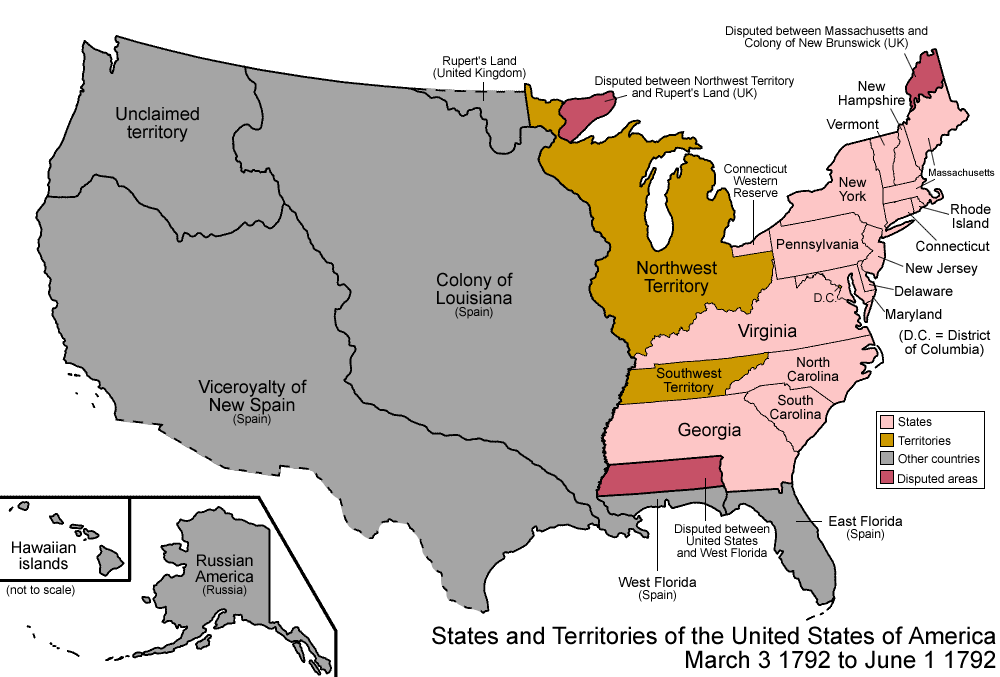
3 mars - 1er juin 1792

  - France : création de la commune d'Aubazine par démembrement de la commune de Cornil en Corrèze
  - Mort de Léopold II, empereur du Saint-Empire de pleurésie. François II lui succède dans les États héréditaires d'Autriche[1].

- 3 mars : le gouvernement fédéral des États-Unis vend le Triangle d'Érié à la Pennsylvanie[2].

- 10 mars, France : constitution d'un gouvernement brissotin (fin le 13 juin). Jean Marie Roland de la Platière à l’intérieur, Étienne Clavière aux finances

- 16 mars : le Danemark décrète l’abolition du trafic des esclaves dans ses colonies à partir de 1803[3].

- 19 mars :
  - France : Dumouriez nommé ministre des Affaires étrangères.
  - Inde : Tipû Sâhib doit signer le traité de Seringapatam où il perd la moitié de ses territoires, qui sont partagés entre les trois alliés[4]. Il se rapproche des Français et devient membre du club des Jacobins.

- 20 mars : fondation de Raleigh, capitale de l'État de Caroline du Nord. Elle a été nommée ainsi en l'honneur de Sir Walter Raleigh, fondateur de la première colonie anglaise permanente en Amérique, Roanoke qui était connu en tant que « colonie perdue ».

- 22 mars : bataille de la Croix-des-Bouquets.

- 23 mars, France : les ministres feuillants sont remplacés par des ministres girondins.
- 28 mars, France : les girondins font voter un décret stipulant que "les hommes de couleur et les nègres libres doivent jouir comme les colons blancs de l'égalité des droits politiques". Cela permettra l'élection d'un premier député de couleur le 28 octobre 1792 : le riche métis martiniquais Janvier Littée.
- 28 mars : arrivée en Sierra Leone de 1 200 loyalistes noirs convoyés de Nouvelle-Écosse par la Sierra Leone Company ; ils fondent Freetown[5].

- 29 mars : mort du roi Gustave III de Suède, assassiné par un officier noble, mécontent de ses réformes (tolérance religieuse, abolition de la torture, de la vénalité des charges) alors qu’il s’apprêtait à intervenir contre la Révolution française. Début du règne de Gustave IV, roi de Suède (fin en 1809) sous la régence de son oncle Charles (fin en 1796)[6].

- 30 mars, France : décret de confiscation des biens des nobles émigrés depuis le 1er juillet 1789.

## Naissances
- 7 mars : John Herschel, scientifique et astronome britannique († 11 mai 1871).
- 24 mars : « El Sombrerero » (Antonio Ruíz Serrano), matador espagnol († 2 novembre 1860).

## Décès
- 1er mars : Léopold II, empereur du Saint-Empire.
- 3 mars : Robert Adam, architecte, décorateur et archéologue britannique (1728-1792), créateur de l’Adam’s Style avec ses frères James, John et William.
- 29 mars : Gustave III, roi de Suède depuis 1771.